# 湳子 (新北市)
湳子，原稱湳仔，是台灣新北市的一個地名，位於今板橋區中南部，範圍包括湳興里北端除外部分、新興里及流芳里水溝以南部分、華福里及華貴里西大半部、華興里、華東里東端除外部分、華德里、中山里東端一小部分。

## 歷史
台灣清治末期至日治前期，湳子為一街庄，稱為「湳仔庄」，隸屬於擺接堡。該庄北與社後庄、板橋街為鄰，東與後埔庄、柑林陂庄為鄰，南邊為員林庄，西邊隔湳仔溝與番仔園庄為界。
1920年（日治大正九年），該庄改制並雅化為「湳子」大字，隸屬於台北州海山郡板橋庄（後改制為板橋街）。戰後板橋街改制為板橋鎮，隸屬於台北縣，大字亦改制為里。其後板橋鎮先後改制為板橋市、板橋區。由於人口增加，如今湳子地區已細分為多個里。

## 交通
台北捷運板南線有經過湳子地區（南雅南路地下），並設有亞東醫院站。隣近居民可由此路線及相關路網快速前往大台北地區各地，或至台北車站轉搭高鐵、台鐵或客運前往全台各地。
省道台3線（四川路二段）大致以東北微東－西南微西走向轉東北－西南走向經過本地區東南部，是重要聯外道路，往南經三峽、大溪可前往桃園市、新竹縣的山線地區；往北經華江橋可進入臺北市。
縣道114號（館前西路）經過本地區北端，往東北經光復大橋可進入臺北市，往西南可前往樹林、鶯歌及桃園市八德、中壢、新屋等地。縣道116號起點位於本地區南端，往西轉西北可前往新莊、樹林、迴龍等地。

## 學校
- 亞東科技大學
- 新北市私立光華高級商業職業進修學校
- 信義國小